# Anne Ventalon
Anne Ventalon, née le 7 janvier 1972 à Aubenas (Ardèche), est une femme politique française. Depuis 2020, elle est sénatrice de l'Ardèche, apparentée Les Républicains.

## Biographie
Anne Ventalon est professeur d'anglais au collège Roqua à Aubenas. Lors des élections municipales de 2014, elle est élue conseillère municipale de Vals-les-Bains sur la liste conduite par le maire sortant Jean-Claude Flory. Elle est élue conseillère départementale en 2015 dans le canton d'Aubenas-1.
Élue sénateur de l'Ardèche lors du renouvellement des sénateurs en septembre 2020, elle démissionne de son mandat départemental. Au Sénat, elle est membre de la commission de la Culture, de l'Éducation et de la Communication.

## Mandats

### Mandats en cours
- Sénateur de l'Ardèche (depuis le 1er octobre 2020)
- Conseillèr municipal de Vals-les-Bains (depuis le 15 mars 2020)

### Anciens mandats
- 23 mars 2014 - 15 mars 2020 : Conseiller municipal de Vals-les-Bains
- 29 mars 2015 - 27 octobre 2020 : Conseiller départemental du canton d'Aubenas-1